# PGA Tour 2024
PGA Tour 2024 a fost cel de-al 109-lea sezon al PGA Tour, principalul circuit profesionist de golf din Statele Unite. A fost, de asemenea, cel de-al 56-lea sezon de la separarea de PGA of America și cea de-a 18-a ediție a FedEx Cup.

## Modificări pentru 2024
Când programul PGA Tour 2024 a fost anunțat în august 2023, au existat multe schimbări față de sezoanele anterioare, printre care:
- Revenirea la un program anual, începând cu luna ianuarie.
- „Designated events” au fost redenumite „signature events”, cu terenuri mai mici și mai multe schimbări în ceea ce privește formatul și eligibilitatea.
  - Primii 50 de jucători din clasamentul FedEx Cup din sezonul precedent sunt eligibili pentru toate signature events, alături de jucătorii de top din sezonul precedent și din turneele recente, câștigătorii de turnee, membrii PGA Tour aflați în primii 30 din clasamentul oficial al World Golf Ranking și cei adăugați de sponsori. Jucătorii care s-au clasat pe primul loc în evenimentele de toamnă din sezonul precedent sunt eligibili pentru primele două signature events.
  - Spre deosebire de sezonul 2022-23, nu există nicio obligație ca jucătorii importanți să joace în signature events.
  - AT&T Pebble Beach Pro-Am a înlocuit WM Phoenix Open ca signature event, cu un număr mai mic, de 80 de jucători profesioniști, iar amatorii concurează doar în primele două zile.
  - Singurele signature events care au păstrat calificarea în ultima rundă după jucarea a 36 de cupe au fost Genesis Invitational, Arnold Palmer Invitational și Memorial Tournament.
  - Punctele FedEx Cup pentru signature events au fost majorate la 700 pentru câștigător (de la 550 și 500 în 2022-23).
- Fondul de premii pentru Comcast Business Tour Top 10 (liderii sezonului regulat care au câștigat puncte FedEx Cup) a fost dublat la 40 de milioane de dolari.
- Premiul pentru câștigarea FedEx Cup a fost majorat la 25 de milioane de dolari (de la 18 milioane de dolari).

## Program
Acestea sunt evenimentele oficiale din 2024.
| Dată          | Turneu                             | Localizare           | Premii (US$) | Câștigător(i)                        | Puncte OWGR | Alte turnee | Note                      |
| ------------- | ---------------------------------- | -------------------- | ------------ | ------------------------------------ | ----------- | ----------- | ------------------------- |
| 7 ianuarie    | The Sentry                         | Hawaii               | 20.000.000   | Chris Kirk (6)                       | 60,00       |             | Signature event           |
| 14 ianuarie   | Sony Open in Hawaii                | Hawaii               | 8.300.000    | Grayson Murray (2)                   | 48,96       |             |                           |
| 21 ianuarie   | The American Express               | California           | 8.400.000    | Nick Dunlap (amator) (1)             | 55,69       |             |                           |
| 27 ianuarie   | Farmers Insurance Open             | California           | 9.000.000    | Matthieu Pavon (1)                   | 55,63       |             |                           |
| 4 februarie   | AT&T Pebble Beach Pro-Am           | California           | 20.000.000   | Wyndham Clark (3)                    | 71,77       |             | Signature event           |
| 11 februarie  | WM Phoenix Open                    | Arizona              | 8.800.000    | Nick Taylor (4)                      | 55,84       |             |                           |
| 18 februarie  | Genesis Invitational               | California           | 20.000.000   | Hideki Matsuyama (9)                 | 68,54       |             | Signature event           |
| 25 februarie  | Mexico Open                        | Mexico               | 8.100.000    | Jake Knapp (1)                       | 31,11       |             |                           |
| 4 martie      | Cognizant Classic                  | Florida              | 9.000.000    | Austin Eckroat (1)                   | 50,58       |             |                           |
| 10 martie     | Arnold Palmer Invitational         | Florida              | 20.000.000   | Scottie Scheffler (7)                | 67,97       |             | Signature event           |
| 10 martie     | Puerto Rico Open                   | Puerto Rico          | 4.000.000    | Brice Garnett (2)                    | 20,36       |             | Turneu suplimentar        |
| 17 martie     | The Players Championship           | Florida              | 25.000.000   | Scottie Scheffler (8)                | 80          |             | Eveniment emblematic      |
| 24 martie     | Valspar Championship               | Florida              | 8.400.000    | Peter Malnati (2)                    | 50,06       |             |                           |
| 31 martie     | Texas Children's Houston Open      | Texas                | 9.100.000    | Stephan Jäger (1)                    | 44,49       |             |                           |
| 7 aprilie     | Valero Texas Open                  | Texas                | 9.200.000    | Akshay Bhatia (2)                    | 55,63       |             |                           |
| 14 aprilie    | Masters Tournament                 | Georgia              | 20.000.000   | Scottie Scheffler (9)                | 100         |             | Major championship        |
| 21 aprilie    | Corales Puntacana Championship     | Republica Dominicană | 4.000.000    | Billy Horschel (8)                   | 24,13       |             | Turneu suplimentar        |
| 22 aprilie    | RBC Heritage                       | South Carolina       | 20.000.000   | Scottie Scheffler (10)               | 64,03       |             | Signature event           |
| 28 aprilie    | Zurich Classic of New Orleans      | Louisiana            | 8.900.000    | Shane Lowry (3) și Rory McIlroy (25) | n/a         |             | Turneu pe echipe          |
| 5 mai         | CJ Cup Byron Nelson                | Texas                | 9.500.000    | Taylor Pendrith (1)                  | 41,82       |             |                           |
| 12 mai        | Wells Fargo Championship           | Carolina de Nord     | 20.000.000   | Rory McIlroy (26)                    | 60,84       |             | Signature event           |
| 12 mai        | Myrtle Beach Classic               | Carolina de Sud      | 4.000.000    | Chris Gotterup (1)                   | 25,34       |             | Turneu nou                |
| 19 mai        | PGA Championship                   | Kentucky             | 18.500.000   | Xander Schauffele (8)                | 100         |             | Major championship        |
| 26 mai        | Charles Schwab Challenge           | Texas                | 9.100.000    | Davis Riley (2)                      | 52,05       |             | Invitational              |
| 2 iunie       | RBC Canadian Open                  | Canada               | 9.400.000    | Robert MacIntyre (1)                 | 43,80       |             |                           |
| 9 iunie       | Memorial Tournament                | Ohio                 | 20.000.000   | Scottie Scheffler (11)               | 70,12       |             | Signature event           |
| 16 iunie      | U.S. Open                          | Carolina de Nord     |              | Bryson DeChambeau (9)                | 100         |             | Major championship        |
| 23 iunie      | Travelers Championship             | Connecticut          | 20.000.000   | Scottie Scheffler (12)               | 66,04       |             | Signature event           |
| 30 iunie      | Rocket Mortgage Classic            | Michigan             | 9.200.000    | Cameron Davis (2)                    | 41,03       |             |                           |
| 7 iulie       | John Deere Classic                 | Illinois             | 7.800.000    | Davis Thompson (1)                   | 38,33       |             |                           |
| 14 iulie      | Genesis Scottish Open              | Scoția               | 9.000.000    | Robert MacIntyre (2)                 | 65,37       | EUR         |                           |
| 14 iulie      | ISCO Championship                  | Kentucky             | 4.000.000    | Harry Hall (1)                       | 25,13       | EUR         | Turneu suplimentar        |
| 21 iulie      | The Open Championship              | Scoția               | 17.000.000   | Xander Schauffele (9)                | 100         |             | Major championship        |
| 21 iulie      | Barracuda Championship             | California           | 4.000.000    | Nick Dunlap (2)                      | 27,34       | EUR         | Turneu suplimentar        |
| 28 iulie      | 3M Open                            | Minnesota            | 8.300.000    | Jhonattan Vegas (4)                  | 40,63       |             |                           |
| 11 august     | Wyndham Championship               | Carolina de Nord     | 7.900.000    | Aaron Rai (1)                        | 50,16       |             |                           |
| 18 august     | FedEx St. Jude Championship        | Tennessee            | 20,000,000   | Hideki Matsuyama (10)                | 70,04       |             | FedEx Cup playoff event   |
| 25 august     | BMW Championship                   | Colorado             | 20.000.000   | Keegan Bradley (7)                   | 59,70       |             | FedEx Cup playoff event   |
| 1 septembrie  | Tour Championship                  | Georgia              | n/a          | Scottie Scheffler (13)               | 47,63       |             | FedEx Cup playoff event   |
| 15 septembrie | Procore Championship               | California           | 6.000.000    | Patton Kizzire (3)                   | 36,46       |             | FedEx Cup Fall            |
| 6 octombrie   | Sanderson Farms Championship       | Mississippi          | 7.600.000    | Kevin Yu (1)                         | 30,90       |             | FedEx Cup Fall            |
| 13 octombrie  | Black Desert Championship          | Utah                 | 7.500.000    | Matt McCarty (1)                     | 28,79       |             | Turneu nou FedEx Cup Fall |
| 20 octombrie  | Shriners Children's Open           | Nevada               | 7.000.000    | J. T. Poston (3)                     | 35,85       |             | FedEx Cup Fall            |
| 27 octombrie  | Zozo Championship                  | Japonia              | 8.500.000    | Nico Echavarría (2)                  | 40,43       | JPN         | FedEx Cup Fall            |
| 10 noiembrie  | World Wide Technology Championship | Mexic                | 7.200.000    | Austin Eckroat (2)                   | 26,07       |             | FedEx Cup Fall            |
| 17 noiembrie  | Butterfield Bermuda Championship   | Insulele Bermude     | 6.900.000    | Rafael Campos (1)                    | 22,05       |             | FedEx Cup Fall            |
| 24 noiembrie  | RSM Classic                        | Georgia              | 7.600.000    | Maverick McNealy (1)                 | 38,65       |             | FedEx Cup Fall            |

### Evenimente neoficiale
Următoarele evenimente sunt aprobate de PGA Tour, dar nu aduc puncte FedEx Cup sau bani oficiali și nici victoriile nu sunt oficiale.
| Dată          | Turneu            | Localizare | Premii ($) | Câștigător(i)     | Puncte OWGR | Note                                   |
| ------------- | ----------------- | ---------- | ---------- | ----------------- | ----------- | -------------------------------------- |
| 4 august      | Jocurile Olimpice | Franța     | n/a        | Scottie Scheffler | 51,14       | Eveniment cu număr limitat de jucători |
| 29 septembrie | Presidents Cup    | Canada     | n/a        |                   | n/a         | Turneu pe echipe                       |